# 吉野村 (京都府)
吉野村（よしのむら）は、京都府竹野郡にあった村。現在の京丹後市弥栄町の南西端、竹野川の右岸にあたる。

## 地理
- 河川：竹野川

## 歴史
- 1889年（明治22年）4月1日 - 町村制の施行により、吉沢村・芋野村・堤村の区域をもって発足。
- 1933年（昭和8年）2月1日 - 溝谷村・鳥取村・深田村と合併して弥栄村が発足。同日吉野村廃止。